# Kari Michaelson
Pour les articles homonymes, voir Michaelson.
Kari Michaelson est une actrice américaine née le 3 novembre 1961 à New York.

## Filmographie
- 1980 : Scared Straight! Another Story (TV)
- 1980 : Série Hulk (TV)
- 1981 : The Choice (TV) : Teenager
- 1981 : Saturday the 14th : Debbie
- 1983 : The Kid with the 200 I.Q. (TV) : Julie Gordon
- 1983 : Have You Ever Been Ashamed of Your Parents? (TV) : Fran
- 1993 : Girl Talk
- 2001 : In the Spotlight (série TV) : Host